# Purnia (Distrikt)
Der Distrikt Purnia (Hindi पूर्णिया जिला, Urdu پورنیہ ضلع), oder auch Purnea, ist ein Distrikt im indischen Bundesstaat Bihar. Sitz der Verwaltung ist die Stadt Purnia.

## Geographie und Klima
Die Topographie Purnias entspricht einer flachen Schwemmebene mit einer Höhe über dem Meeresspiegel zwischen 35 und 43 Metern. Es besteht ein geringes Gefälle von 8 bis 20 Zentimetern pro Kilometer von Nordwesten nach Südosten. Die Distriktgrenze im Osten wird im Wesentlichen vom Fluss Mahananda gebildet. Der Fluss Kosi durchquert den Distrikt in Nord-Süd-Richtung. Die zahlreichen Flussbettwechsel und Überschwemmungen des Kosi haben das Gebiet in der Vergangenheit geprägt. Im Distrikt finden sich mehrere Dhars, d. h. ehemalige Flussbette von Seitenarmen des Kosi.
Die angrenzenden Distrikte sind Madhepura im Westen, Kishanganj im Nordosten, Araria im Norden und Katihar im Südosten. Im Osten grenzt Purnia an den Bundesstaat Westbengalen (Distrikt Uttar Dinajpur).
Im Distrikt herrscht ein subtropisches Monsunklima. Die Wintersaison beginnt im November und dauert bis zum Februar. Der Januar ist der kälteste Monat mit einer durchschnittlichen Tagestemperatur von zwischen 5 und 10 °C und einer durchschnittlichen Tageshöchsttemperatur zwischen 20 und 25 °C. Die Sommersaison beginnt im März und dauert bis zum Juni. Es folgt die Monsunzeit, die bis September dauert. Der Oktober bildet eine Übergangszeit. Etwa 80 % der gesamten jährlichen Niederschlagsmenge von durchschnittlich 1411 mm fällt während der Monsunmonate.

## Geschichte
Der Distrikt wurde als moderne Verwaltungseinheit im Jahr 1813 von der Britischen Ostindien-Kompanie geschaffen. Der Distrikt umfasste anfangs wesentlich größere Gebiete und den größten Teil der späteren Distrikte Katihar, Araria, Kishanganj und Malda. Nach dem Survey and Settlement Report 1908 hatte er eine Fläche von 12.934,4 km². Nach der Unabhängigkeit Indiens kam er zum Bundesstaat Bihar. Mit dem Bihar and West Bengal (Transfer of Territories) Act, 1956, der parallel zum States Reorganisation Act am 1. September 1956 in Kraft trat, wurden bengalischsprachige Grenzgebiete an Westbengalen abgegeben (insgesamt 732.9 Quadratmeilen). Danach umfasste der damalige Distrikt das gesamte Gebiet der späteren Division Purnia mit einer Fläche von 4224 mi² nach dem Zensus 1961. Als administrative Untereinheiten wurden zur Kolonialzeit in den Jahren 1845 und 1864 die Subdivisionen Kishanganj und Araria eingerichtet und nach der Unabhängigkeit 1955 die Subdivision Katihar. In den folgenden Jahrzehnten verkleinerte sich der Distrikt immer weiter, nachdem einzelne Subdivisionen als eigene Distrikte ausgegliedert wurden: Katihar 1972, sowie Araria und Kishanganj 1990.

## Bevölkerung
Die Einwohnerzahl lag bei der Volkszählung 2011 bei 3.264.619 (2011). Die Bevölkerungswachstumsrate im Zeitraum von 2001 bis 2011 war mit 28,33 % sehr hoch. Purnia hatte ein Geschlechterverhältnis von 921 Frauen pro 1000 Männer und damit einen deutlichen Männerüberschuss. Der Distrikt wies eine Alphabetisierungsrate von 51,08 % auf, was einer Steigerung um knapp 15 Prozentpunkte gegenüber dem Jahr 2001 entsprach. Die Lesefähigkeit lag damit weit unter dem nationalen Durchschnitt (74,0 %) und auch unter dem Durchschnitt Bihars (61,8 %). 60,9 % der Bevölkerung waren Hindus und 38,5 % Muslime.
Lediglich 10,5 % der Bevölkerung lebten 2011 in Städten. Die größte Stadt war Purnia mit 282.248 Einwohnern.

## Wirtschaft
Der Distrikt ist landwirtschaftlich geprägt. Zu den landwirtschaftlichen Produkten in Purnia zählen Reis, Mais, Hülsenfrüchte, Weizen, Jute, Zuckerrohr und Ölsaaten.